# 红子木属
红子木属（学名：Erythrospermum）是大风子科下的一个属，为小乔木或近藤状灌木植物。该属共有6种，分布于马达加斯加、斯里兰卡、缅甸、马来西亚、波利尼西亚。